# Крейг Мур
Крейґ Ендрю Мур (англ. Craig Andrew Moore; 12 грудня 1975, Кантербері, Новий Південний Уельс) — колишній австралійський футболіст, захисник збірної Австралії.

## Біографія

### Клуб
Розпочав грати у австралійських юнацьких клубах «Норс Стар» та «Австралійського інституту спорту». У 18 років перебрався в Шотландію, потрапивши в систему «Рейнджерс». За клуб з успіхом виступав аж до 2005 року, з перервою на сезон 1998/99, коли Крейґ виступав за «Крістал Пелес». У Глазго виграв 12 трофеїв, а потім ненадовго перебрався в менхенгладбахську «Боруссія», яку тоді тренував екс-наставник «Рейнджерс» Дік Адвокат, але в тому ж таки 2005 році перейшов у «Ньюкасл Юнайтед», проте через часті травми не зміг заграти у основному складі, і в 2007 році повернувся в Австралію, отримавши капітанську пов'язку клубу «Брисбен Роар». У січні 2011 року перейшов у грецьку «Кавалу», підписавши контракт на 18 місяців, але через три місяці з ним розірвали контракт.

### Збірна
Дебютував у національній збірній Австралії в 1995 році, довгий час був капітаном команди. На ЧС-2006 забив важливий гол у групі в матчі з збірною Хорватії, реалізувавши пенальті. У лютому 2008 року оголосив про завершення кар'єри в збірній, але через півроку передумав, попри те, що тоді ж у Мура діагностували рак яєчок.
Звершив виступи у збірній після ЧС-2010

#### Голи за збірну
| Гол | Дата              | Місце               | Суперник | Рахунок | Результат | Турнір     |
| --- | ----------------- | ------------------- | -------- | ------- | --------- | ---------- |
| 1.  | 23 лютого 2000    | Будапешт, Угорщина  | Угорщина | 3–0     | Перемога  | Товариська |
| 2.  | 13 листопада 2001 | Мельбурн, Австралія | Франція  | 1–1     | Нічия     | Товариська |
| 3.  | 22 червня 2006    | Штутгарт, Німеччина | Хорватія | 2–2     | Нічия     | ЧС-2006    |

## Досягнення
- Переможець Юнацького чемпіонату ОФК: 1991
- Чемпіон Шотландії (5): 1994–95, 1995–96, 1996–97, 1999–00, 2002–03
- Володар Кубка Шотландії (4): 1995–96, 1999–00, 2001–02, 2002–03
- Володар Кубка шотландської ліги (3): 1996–97, 2001–02, 2002–03